# Jadiel Dowlin
Jadiel Dowlin (* 1999) ist ein kanadischer Schauspieler. Seit 2014 ist er als Kinderdarsteller in der Rolle des Nick in der kanadischen Fernsehserie Annedroids, einer Kooperationsproduktion zwischen Sinking Ship Entertainment, TVOntario, Canadian Broadcasting Corporation und KiKA, zu sehen.

## Leben
Der im Jahre 1999 geborene Jadiel Dowlin kam erst in seiner Jugend zur Schauspielerei und wurde im Jahre 2013 in die Rolle des Nick in die kanadischen Fernsehserie Annedroids, einer Kooperationsproduktion zwischen Sinking Ship Entertainment, TVOntario, Canadian Broadcasting Corporation und KiKA, gecastet. Bis Anfang des Jahres 2015 arbeitete er bereits an vier Staffeln der Serie, von denen bis Juli 2015 erst zwei veröffentlicht wurden. Neben Addison Holley, Adrianna Di Liello und dem Androiden (dargestellt von Millie Davis) tritt er in der Serie als einer der Hauptcharaktere in Erscheinung und wurde für sein Engagement in der Serie in der Kategorie „Bester Hauptdarsteller in einer Fernsehserie – 13 Jahre oder jünger“, sowie mit der Hauptbesetzung der Serie in der Kategorie „Herausragende Besetzung in einer Fernsehserie“ nominiert. Während er sich in der Kategorie „Bester Hauptdarsteller in einer Fernsehserie – 13 Jahre oder jünger“ Sloane Morgan Siegel von Gortimer Gibbon – Mein Leben in der Normal Street geschlagen geben musste, konnte er zusammen mit Addison Holley und Adrianna Di Liello den Preis als „Herausragende Besetzung in einer Fernsehserie“ entgegennehmen. In einem Interview am roten Teppich bei der Verleihung der 36. Young Artist Awards ließ Dowlin verlautbaren, dass er auch an der Audience-Network-Serie Rogue arbeite. Ebenfalls 2015 gewann der von der AMI Artist Management Inc. in Toronto vertretene Jadiel Dowlin für sein Engagement in Annedroids einen Joey Award in der Kategorie „Bester Hauptdarsteller in einer Fernsehserie“ und wurde zusammen mit Addison Holley, Adrianna Di Liello, Carson Reaume und Millie Davis in der Kategorie  „Beste Besetzung in einer Fernsehserie“ nominiert. In der deutschsprachigen Synchronfassung von Annedroids wird ihm von Nicolas Rathod die deutsche Stimme geliehen.

## Filmografie

### Fernsehserien
- 2014–2017: Annedroids
- 2018: Star Falls

### Synchronrollen
- 2020: Hero Elementary (Stimme für AJ Gadgets)

## Nominierungen und Auszeichnungen
Nominierungen
- 2015: Young Artist Award in der Kategorie „Bester Hauptdarsteller in einer Fernsehserie – 13 Jahre oder jünger“ für sein Engagement in Annedroids
- 2015: Joey Award in der Kategorie  „Beste Besetzung in einer Fernsehserie“ für sein Engagement in Annedroids (Addison Holley, Adrianna Di Liello, Carson Reaume und Millie Davis)

Auszeichnungen
- 2015: Young Artist Award in der Kategorie „Herausragende Besetzung in einer Fernsehserie“ für sein Engagement in Annedroids (zusammen mit Addison Holley und Adrianna Di Liello)
- 2015: Joey Award in der Kategorie „Bester Hauptdarsteller in einer Fernsehserie“ für sein Engagement in Annedroids